# Confort moderne (film)
Pour les articles homonymes, voir Confort moderne (homonymie).
Pour plus de détails, voir Fiche technique et Distribution.
Confort moderne est un film dramatique français réalisé par Dominique Choisy, sorti en 2000.

## Fiche technique
Source : IMDb, sauf mention contraire
- Titre original : Confort moderne
- Réalisateur et Scénariste : Dominique Choisy
- Producteur : Jean-Claude Jean
- Musique du film : Philippe Le Baraillec
- Directeur de la photographie : Isabelle Czajka
- Montage : Laure Blancherie
- Direction artistique : Valérie Saradjian
- Création des costumes : Coco Barandon
- Société de production : Canal+, Centre National de la Cinématographie
- Pays d'origine :  France
- Genre : drame
- Durée : 95 minutes
- Date de sortie :	
  - France : 18 juillet 2000

## Distribution
- Nathalie Richard : Irène
- Valérie Mairesse : Rosa
- Jean-Jacques Vanier: Alain
- Jean-Michel Noirey : Murat
- Stephan Lara : Sylvestre
- Sabrina Leurquin : Valérie
- Nini Crépon : Monsieur Jean-Jean
- Francine Bergé : La mère
- Arnaud Mock : Stéphane, le fils

## Distinctions
- Prix du scénario de la Fondation GAN en 1999
- Grand prix de la presse du Festival de Mar Del Plata) ( Film LM) en 1999